# 久我清通
久我 清通（こが きよみち）は、室町時代前期から中期にかけての公卿。権大納言・久我通宣の子。官位は従一位、太政大臣。
嘉吉元年（1441年）11月2日、嘉吉の変で足利義教が殺害された混乱に乗じて、源氏長者の地位を申請して任ぜられる。だが、没後に足利義政が再び源氏長者に任じられたため、源氏長者の地位は再び足利将軍家に戻った。

## 経歴
明徳4年（1393年）、誕生。永享元年（1429年）、内大臣（1429年 - 1432年）となる。
嘉吉2年（1442年）1月5日　叙従一位。享徳元年（1452年）太政大臣（1452年 - 1453年）となる。
享徳2年（1453年）、薨去。

## 系譜
- 父：久我通宣（1373-1433）
- 母：不詳
- 妻：不詳
  - 男子：久我通博（1426-1482）